# Maafushi (Dhaalu Atoll)
Maafushi  is een van de onbewoonde eilanden van het Dhaalu-atol behorende tot de Maldiven.